# خون شبح‌وار
خون شبح‌وار (به انگلیسی: Phantom Blood) ⁪ (ژاپنی: ファントムブラッド هپبورن: Fantomu Buraddo) یک مجموعه مانگا است که توسط هیروهیکو آراکی در ۱۹۸۷ خلق شد و اولین بخش از داستان ماجراجویی عجیب و غریب جوجو محسوب می‌شود. این مانگا در ابتدا توسط شوئیشا در هفته‌نامه شونن جامپ منتشر شد و در پنج جلد گردآوری شد از اول ژانویه ۱۹۸۷ تا ۲۶ اکتبر همان سال. دنباله داستانی تحت عنوان گرایش به نبرد منتشر شد.
داستان در انگلستان در اواسط تا اواخر دهه ۱۸۸۰ می‌گذرد و جاناتان جوستار، وارث خانواده ثروتمند جوستار و برادر خوانده اش دیو براندو را دنبال می‌کند که می‌خواهد ثروت جوستار را برای خود بگیرد. با استفاده از یک ماسک سنگی باستانی، دیو خود را به یک خون آشام تبدیل می‌کند و جاناتان تکنیک هنرهای رزمی مبتنی بر نور خورشید هامون را برای مبارزه با او می‌آموزد. آراکی مضامین داستان را «زنده بودن» و «تأیید بر شگفت‌انگیز بودن انسانیت» توصیف کرده که شخصیت‌ها با اقدامات خود در حال رشد و غلبه بر مشکلات هستند.
این مجموعه نقدهای ترکیبی منفی تا مثبت دریافت کرد و منتقدان اغلب از آناتومی و شخصیت پردازی در آثار هنری اراکی انتقاد کردند. در آن زمان که آثار پرطرفداری مانند دراگون بال و Fist of the North Star منتشر می‌شدند، به اراکی در طول انتشار مانگا گفته می‌شد که خون شبح‌وار تنها اثری است که با «بهترین بهترین ها» آن زمان مطابقت ندارد. این مجموعه شاهد دو اقتباس انیمه ای بوده در قالب یک فیلم در سال ۲۰۰۷ توسط استودیو A.P.P.P و به عنوان بخش اول مجموعه تلویزیونی ماجراجویی عجیب و غریب جوجو در سال ۲۰۱۲ ساخته دیوید پروداکشن.